# Pierre Etaix
Pierre Étaix (23 de novembre de 1928, Roanne, Loira, França - 14 d'octubre de 2016) va ser un director de cinema francès.

## Biografia
Pallasso, cineasta, dibuixant, gagman, mag, cartellista: el ventall de talents de Pierre Étaix és ampli.
Originari de Roanne on neix el 1928, grafista de formació, iniciat en l'art del vitrall pel mestre Théodore-Gérard Hanssen, Pierre Étaix construeix essencialment la seva carrera al voltant de l'humor. S'estableix a París on viu d'actuacions a cabarets i music-halls, com Le Cheval d'Or, Les Trois Baudets, A.B.C i l'Alhambra, Bobino i l'Olympia, així com al circ amb el pallasso Nino.
Coneix Jacques Tati el 1954 pel qual treballa com a dibuixant i gagman per a la preparació de la seva pel·lícula El meu oncle, després com a ajudant de direcció en el rodatge (1958). Produeix el seu número de music-hall, el 1960, en l'espectacle de Jacques Tati: Jour de fête a l'Olympia. Pierre Étaix s'inscriu en l'elenc dels mestres de la comèdia de clatellades (cinema còmic del temps del mut) amb Buster Keaton, Harold Lloyd, Harry Langdon, Max Linder, Charlie Chaplin i Laurel i Hardy als que admira sense límits i als que ha retut gràficament nombrosos homenatges.
El seu aprenentatge de la construcció còmica pròpiament cinematogràfica amb Jacques Tati el condueix a la realització del seu primer curtmetratge Rupture, que signa amb Jean-Claude Carrière L'endemà del rodatge de la pel·lícula, Pierre Étaix presenta al seu productor la idea del seu segon curtmetratge Heureux Anniversaire, igualment signat amb Jean-Claude Carrière. La pel·lícula obté, entre d'altres, l'oscar al millor curtmetratge el 1963.
Realitza el seu primer llargmetratge Le Soupirant el 1962, després Yoyo el 1964, on ret un vibrant homenatge al món del circ que el fascina des de sempre. Realitza llavors altres dos llargmetratges métrages Tant qu'on a la santé (1965) i Le Grand Amour (1968), que escriu amb Jean-Claude Carrière.
Durant l'estiu de 1969 realitza Pays de cocagne en 16 mm, pel·lícula de la qual la crítica no li perdona la seva trista comprovació de l'obertura de la societat de consum, l'endemà del maig de 68. Des de llavors, comença una llarga travessia del desert a nivell cinematogràfic.
Davant l'enrariment del món del circ francès, Pierre Étaix pren la decisió de fundar l'Escola nacional de circ (1973), amb Annie Fratellini (casat el 1969), i produeix essencialment pallasso blanc amb ella, durant les gires del seu propi circ, l'august.
El 1985, signa la seva primera obra teatral L'edat del senyor és avançada, autèntic homenatge a Sacha Guitry i a l'art del teatre. Se li nega tanmateix l'escenificació, que hom confia a Jean Poiret. Davant l'èxit de l'obra, se li demana l'adaptació televisiva el 1987. Realitza la pel·lícula i interpreta el paper principal tenint com a companys Nicole Calfan i Jean Carmet. L'any següent respon a un encàrrec de La Sept per a una vesprada temàtica sobre Georges Méliès i realitza el curtmetratge en imatges de síntesi Rêve d'artiste ou le cauchemar de Méliès  interpretat per Christophe Malavoy, així com el fulletó Rapt de la sèrie Souris noire que obté el FIPA d'argent.
El 1989, se li confia la realització de la primera pel·lícula de ficció en format omnimax, J'écris dans l'espace, per a La Géode de la Villette el 1989; encàrrec per a les celebracions del bicentenari de la Revolució francesa, al voltant del tema de la invenció del telègraf, del qual escriu el guió amb Jean-Claude Carrière. El seu interès pel procediment - reservat fins aquí als documentals animalistes o paisatgistes i a l'ineludible circuit de les muntanyes russes foranes - és motivat per aquesta nova forma d'expressió que difereix clarament del procés clàssic del cinema, per la relació que s'estableix entre l'espectador i la imatge projectada. És amb aquesta última pel·lícula que s'atura la carrera cinematogràfica de Pierre Étaix.
Malgrat la impossibilitat de portar a terme els projectes que té en cartera, no deixa tanmateix de treballar.
El seu domini del so i la seva utilització còmica en cadascuna de les seves pel·lícules, on els gags evolucionen sense parar, fan actualment de Pierre Étaix l'únic representant de la comèdia de clatellades a França, com Jerry Lewis als Estats Units.
El 2009, Pierre Étaix prepara un espectacle de music-hall, i escriu un migmetratge amb Jean-Claude Carrière. Té també la intenció de muntar al teatre la seva obra L'âge de monsieur est avancé ja presentada el 1985.
L'octubre de 2009, és la consagració, el Festival Lumière a Lió, que té com a objectiu principal la restauració de pel·lícules així com la seva projecció durant el festival a tot el Gran Lió, ha reconegut els talents de Pierre Étaix creant una retrospectiva Vive Pierre Etaix!.
A finals de gener de 2010, puja a l'escenari, a Bordeus, amb el seu nou espectacle de music-hall Miousik Papillon, on ajuntant música i slapstick, reapareix sota els trets de Yoyo.

## Cessió de drets
Les cinc pel·lícules que Étaix ha escrit amb Jean-Claude Carrière, Le Soupirant, Yoyo, Tant qu'on a la santé, Le Grand Amour i Pays de cocagne, han estat objecte d'un litigi sobre els drets que impedien la seva explotació fins i tot de Yoyo, que ha estat restaurat per la Fundació Groupama Gan pel cinema el 2007. Algunes pel·lícules han obtingut fins i tot premis als Festivals de berlín, de Canes i de Moscou.
Alguns grans noms del setè art, com Woody Allen, s'han mobilitzat manifestant el seu descontentament. Un moviment de suport circula per internet.
El juny de 2009, el jutjat de primera instància de París ha donat raó a Pierre Étaix i li ha tornat els seus drets sobre aquestes pel·lícules, posant final a aquest embolic de cinc anys
Gavroche Productions (la societat que considera tenir els drets de les pel·lícules de Pierre Étaix) ha decidit apel·lar la decisió de la justícia, però el tribunal d'apel·lació ha confirmat el 2010 la decisió de primera instància.

## Filmografia

### Director

#### Llargmetratges
- 1962: Le Soupirant
- 1964: Yoyo
- 1965: Tant qu'on a la santé
- 1969: Le Grand Amour
- 1969: Pays de cocagne
- 1987: L'âge de monsieur est avancé
- 1989: J'écris dans l'espace, documental

#### Curtmetratges
- 1961: Rupture
- 1961: Heureux anniversaire, (Oscar à Hollywood)
- 1963: Insomnie

#### Televisió
- 1987: Rapt de la sèrie Souris noire
- 1988: Rêve d'artiste, ou le cauchemar de Méliès (TV)

### Actor
- 1956: Mon oncle de Jacques Tati -
- 1959: Pickpocket de Robert Bresson - un complice
- 1960: Tir au flanc de Claude de Givray
- 1961: Rupture de Pierre Étaix
- 1962: Une grosse tête de Claude de Givray
- 1962: Le Pèlerinage de Jean L'Hôte
- 1962: Heureux anniversaire de Pierre Étaix
- 1963: Le Soupirant de Pierre Étaix - Pierre, el pretendent
- 1964: Yoyo de Pierre Étaix - Yoyo/The Millionaire
- 1966: Tant qu'on a la santé de Pierre Étaix
- 1966: Le Voleur de Louis Malle - carterista
- 1968: Le Grand Amour de Pierre Étaix - Pierre
- 1971: Les Clowns de Federico Fellini -
- 1972: The Day the Clown Cried de Jerry Lewis
- 1973: Bel Ordure de Jean Marbœuf - El pallasso blanc
- 1974: Sérieux comme le plaisir de Robert Benayoun - El noi de planta
- 1978: Noctuor de Philippe Arthuys i Jean Jourdan
- 1983: La Métamorphose de Jean-Daniel Verhaeghe
- 1985: Max mon amour de Nagisa Oshima - Détective
- 1987: L'âge de monsieur est avancé de Pierre Étaix - L'auteur
- 1987: Nuit docile de Guy Gilles - SOS Armor
- 1989: Henry & June de Philip Kaufman - L'amic d'Henry
- 2006: Jardins en automne de Otar Iosseliani
- 2008: Lucifer et moi de Jacques Grand-Juan - ell mateix
- 2009: Micmacs à tire-larigot de Jean-Pierre Jeunet - L'inventor de les històries gracioses

### Actor a la televisió
- 1980: Lundi, telefilm - la vident
- 1983: L'Étrange château du docteur Lerne, telefilm - Roland
- 1984: L'Aide-mémoire,, telefilm
- 1987: Les Idiots, telefilm - El funcionari
- 1989: Bouvard et Pécuchet, telefilm - Mestre Tardivel

## Teatre
- 1972: À quoi on joue ? de Pierre Étaix, Théâtre Hébertot
- 1985: L'âge de Monsieur est avancé de Pierre Étaix, Comédie des Champs Élysées

## Premis
- Rupture
  - Premi FIPRESCI a Mannheim 1961.
  - Gran Premi del Festival Oberhausen 1961.
- Heureux anniversaire
  - Gran Premi del Festival Oberhausen 1962.
  - Premi Simone Dubreuilh a Mannheim 1962.
  - Oscar al millor curtmetratge Hollywood 63.
  - Millor curtmetratge al British Film Academy Londres 1963.
  - Menció especial a la Setmana Internacional de Cinema a Viena 1963.
- Le Soupirant
  - Prix Louis Delluc 1963.
  - Premi de cinema còmic Moscou 1963.
  - Gran Premi del Festival Internacional d'Acapulco 1963.
- Yoyo
  - Gran Premi de la Joventut Canes 1965.
  - Grand Prix Ocic Festival International de Venècia 1965.
- Tant qu'on a la santé
  - Sirena d'argent al Festival Internacional de Sorrento.
  - Concha de plata al Festival Internacional de Sant Sebastià.
- Le Grand Amour
  - Grand Prix del Cinema francès.
  - Grand Prix de l'Office catholique aL Festival de Cannes.
  - Premi d'interpretació al Festival internacional de Panamà.
- Rapt
  - Fipa d'or